# Bernees (FFG 1003)
ENS Bernees (FFG 1003) es una fragata en servicio de la Armada egipcia. Fue construida por el programa de fragatas multipropósito FREMM. La fragata Bernees se construyó originalmente como Emilio Bianchi originalmente destinada a la Armada italiana antes de adquirida por Egipto y cambiar de nombre.

## Historial operativo
El buque fue entregado a la Armada egipcia en abril de 2021.